# Patrick Onwuasor
Patrick Onwuasor (Inglewood, 22 agosto 1992) è un giocatore di football americano statunitense che milita nel ruolo di linebacker per i New York Jets della National Football League (NFL).

## Carriera

### Baltimore Ravens
Dopo non essere stato scelto nel Draft NFL 2016, Onwuasor firmò con i Baltimore Ravens. Debuttò come professionista il 16 ottobre 2016 mettendo a segno un placcaggio nella sconfitta contro i New York Giants. La sua prima stagione si concluse con 21 tackle in 11 presenze, una delle quali come titolare.
Il 17 settembre 2017, Onwuasor mise a segno il primo sack nella vittoria dei Ravens sui Cleveland Browns 24–10. La sua annata si chiuse con 90 tackle disputando per la prima volta tutte le 16 partite, 13 delle quali come titolare.
Nel penultimo turno della stagione 2018, Onwuasor fu premiato come difensore della AFC della settimana dopo avere messo a segno 9 tackle, 2 sack e un fumble forzato nella vittoria sui Los Angeles Chargers.

### New York Jets
Il 6 aprile 2020 Onwuasor firmò un contratto di un anno con i New York Jets.

## Palmarès
- Difensore della AFC della settimana: 1

16ª del 2018